# ゴドウィンの法則

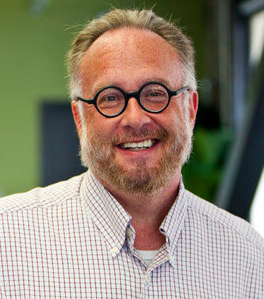
マイク・ゴドウィン (2010)

ゴドウィンの法則（ゴドウィンのほうそく、Godwin's Law）またはゴドウィンのヒトラー類比の法則（Godwin's rule of Hitler analogies）は、議論が（そのテーマや対象範囲に関わらず）十分に長引いたとき、遅かれ早かれ、誰か・何かをアドルフ・ヒトラーや彼の悪事になぞらえるようになるとする、インターネットの格言である。後述のように、何かをヒトラーと類比することを無条件に否定するものではない。
| 「 | インターネット上での議論が長引けば長引くほど、ヒトラーやナチが引き合いに出される確率は1に近づく。 | 」 |

弁護士のマイク・ゴドウィン（ウィキメディア財団の法律顧問・法務調整担当）によって1990年に提唱されたこの法則は、もともとはUsenetニュースグループの議論についてのものだった。ゴドウィンは1990年にミーム学の実験として「ゴドウィンの法則」を導入したと述べており、特に、ホロコーストを矮小化するような類比が至る所で行われていることに対処するためであったとしている。のちに、ゴドウィンの法則は、インターネットフォーラム、チャットルーム、ソーシャルメディアのコメントスレッドなど、あらゆるオンラインスレッド上での議論や、ヒトラーに例える論法が用いられる演説や記事、その他のレトリックに使われるようになった。
2019年のゴドウィンによれば、フランス語圏では「ゴドウィン点」と呼ばれ、議論でヒトラーやナチスを引き合いに出す人が出てきたら、その議論は「ゴドウィン点に到達した」とのように用いられるとされる。

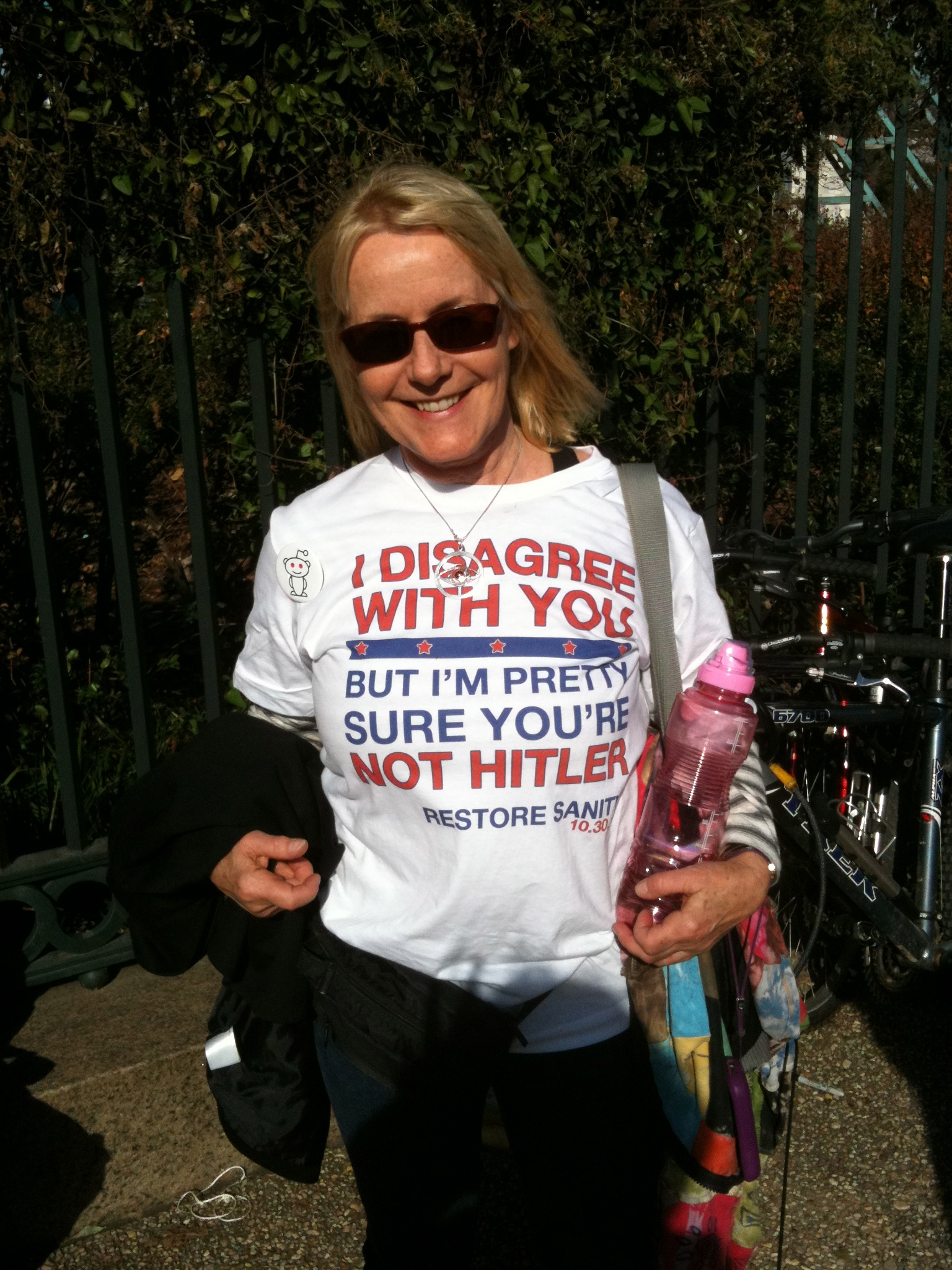
米リベラル派コメディアンによる米保守派対抗無党派集会:en:Rally to Restore Sanity and/or Fearで販売された「私は貴方の意見に不同意だが、貴方がヒトラーでないことは間違いないよ」Tシャツを着用中の女性

## 概要
ゴドウィンの法則は、誤って用いられたり、話題逸らしや論点の転換、さらには検閲のために悪用されることがある。この場合、ある類比が適切な場合においても、その議論は誇張であると誤って見做される。米国の法律家・ジャーナリスト・著述家のグレン・グリーンウォルドはこの観点から、この「法則」（もしくは、少なくともドイツの犯罪とのあらゆる類比行為を禁じるよう主張するこの法則の劣化バージョン）を批判している。

ゴドウィンはこの言葉の過剰な利用を批判しており、この言葉は誤謬の告発を旨とするものではなく、不適切で誇張的な比喩の頻度を減らすためのものであると主張している。
これは数学的な法則であるかのように意図的に表現されているが、その目的は常にレトリックや教育的なものであった。私は、誰かをすぐにヒトラーに準えようとする人々に、ホロコーストについてもっと真剣に考えて欲しかったのだ。
2021年には、ハーバード大学の研究者が記事を発表し、Redditの議論においてナチスとの比較現象は統計的に有意な頻度では発生していないことを示している。
ゴドウィンの法則には多くの系が存在し、その一部は（ゴドウィン自身にも採用されたことで）他の系より公式なものとみなされている。

## 歴史
ゴドウィンは「1990年にミーム学の実験として『ゴドウィンの法則』を導入した」と述べている。
ゴドウィンは、この法則を1994年に『WIRED』US版の記事で紹介し、広く知られるところとなった。
2012年には、「ゴドウィンの法則」はオックスフォード英語辞典の第3版に収載された。
ゴドウィンは2015年12月に、当時のアメリカ合衆国の共和党の大統領候補者であったドナルド・トランプをナチスやファシストになぞらえる議論について、こうコメントした。「もしあなたが十分に思慮を重ねた上で、本当に歴史的観点からの気づきを促せるのなら、トランプであれ他の政治家であれ、ためらうことなくヒトラーに言及すればいい」。2017年8月には、ゴドウィンはFacebookとTwitterで、2日前にヴァージニア州シャーロットヴィルで行われた右派デモ Unite the Right を念頭に、オルタナ右翼の指導者達をナチスと比較することを支持し、奨励した。

## 発展文献
- “No Nazi comparisons? Sounds like something Hitler would say!”.   ars technica (2011年9月1日). 2016年1月7日閲覧。